# Toxabramis
Toxabramis rod riba iz porodice šarana, raširenih na istoku Azije. Trenutačno ima 7 vrsta, a prvu među njima Toxabramis swinhonis opisao je Günther, 1873. Tri vrste otkrivene su 2000-tih godina i podaci o njima još su oskudni i nepotpuni.
Najveća među njima zabilježene dužina je 24.8 cm, vrsta Toxabramis hoffmanni.

## Vrste
- Toxabramis argentifer, Abbott, 1901
- Toxabramis hoffmanni, Lin, 1934
- Toxabramis hotayensis, Nguyen, 2001
- Toxabramis houdemeri, Pellegrin, 1932
- Toxabramis maensis, Nguyen & Duong, 2006
- Toxabramis nhaatlensis, Nguyen, Tran & Ta, 2006
- Toxabramis swinhonis, Günther, 1873

izvori